# Ternate, Lombardiet
Ternate är en ort och kommun i provinsen Varese i regionen Lombardiet i Italien. Kommunen hade 2 560 invånare (2018).